# Se stasera sono qui (programma televisivo)
Se stasera sono qui è stato un programma televisivo italiano di genere varietà, in onda in prima serata su LA7 nel 2012 e condotto da Teresa Mannino.
Il programma era composto da una serie di monologhi su temi diversi interpretati da vari ospiti del mondo dello spettacolo, personalità dal mondo scientifico e sportivo.
La prima puntata è andata in onda il 5 settembre 2012.

## Ascolti Tv
| Puntata | Messa in onda     | Telespettatori | Share  | Fonte |
| ------- | ----------------- | -------------- | ------ | ----- |
| 1       | 5 settembre 2012  | 903.000        | 04,05% | [ 3 ] |
| 2       | 12 settembre 2012 | 874.000        | 03,53% | [ 4 ] |
| 3       | 19 settembre 2012 | 838.000        | 03,39% | [ 5 ] |
| 4       | 26 settembre 2012 | 720.000        | 02,75% | [ 6 ] |
| 5       | 3 ottobre 2012    | 756.000        | 03,29% | [ 7 ] |
| 6       | 10 ottobre 2012   | 746.000        | 02,97% | [ 8 ] |